# Полет 800 на „Транс Уърлд Еърлайнс“
Полет 800 на „Транс Уърлд Еърлайнс“ е редовен международен пътнически полет, при който самолет „Боинг 747-131“ експлодира и се разбива в Атлантическия океан близо до Източен Моричес, щата Ню Йорк, на 17 юли 1996 г., приблизително в 20:31 ч., 12 минути след излитане от международното летище „Джон Ф. Кенеди“, по време на полет до Рим с междинно кацане в Париж. Всички 230 души на борда загиват при катастрофата; това е третият най-смъртоносен авиационен инцидент в историята на САЩ. Следователи на катастрофи от Националния съвет за безопасност на транспорта пътуват до местопроизшествието и пристигат на следващата сутрин на фона на спекулации, че причината за катастрофата е терористична атака.
Федералното бюро за разследване и съвместна работна група за тероризъм на полицията в Ню Йорк започват паралелно наказателно разследване. 16 месеца по-късно работната група за тероризъм обявява, че не са открити доказателства за престъпно деяние, и прекратява активното си разследване.
Четиригодишното разследване на Националния съвет за безопасност на транспорта приключва с одобрението на „Доклада за авиационни инциденти“ на 23 август 2000 г. и слага край на най-обширното, сложно и скъпо разследване на въздушно бедствие в историята на САЩ по това време. Заключението на доклада е, че вероятната причина за инцидента е експлозията на запалими горивни пари в централния резервоар за гориво. Въпреки че не може да се определи със сигурност, вероятният източник на запалване е късо съединение.
Открити са проблеми с окабеляването на самолета, включително доказателства за искряща дъга в окабеляването на системата за индикация на количеството гориво, което влиза в резервоара. Известно е, че индикаторът на полет 800 е неизправен; капитанът съобщава за „луди“ показания от системата около 2 минути и 30 секунди преди самолетът да избухне. В резултат на разследването са разработени нови изисквания към самолетите за предотвратяване на бъдещи експлозии на резервоарите за гориво.

## Самолет
Самолетът е Boeing 747-131, регистриран като N93119, доставен на TWA през 1971 г. Той е имал 93 303 летателни часа и 16 869 полетни цикъла към момента на инцидента. Задвижван е от четири двигателя Pratt & Whitney JT9D-7AH и е един от най-старите 747 в експлоатация на TWA. 

## Полет
Полет 800 на TWA излита от JFK в 20:19 ч. EDT, забавен с повече от час заради проблеми с багажа и несъответствие при качването на пътници. Екипажът включва капитан Ралф Г. Кеворкян, първи офицер Стивън Снайдер и борден инженер Ричард Г. Кембъл, всички опитни пилоти. В 20:30 ч. екипажът потвърждава инструкция за изкачване до 4572 метра; малко след това самолетът експлодира на 4175 метра и се разпада във въздуха.

## Разследване
NTSB, с помощта на ФБР, провежда разследване за 40 милиона долара – едно от най-скъпите в авиационната история. Над 95% от останките са извлечени от поле с размери 6,4 на 5,4 километра и частично реконструирани в хангар в Калвъртън, Ню Йорк. Гласовият рекордер в пилотската кабина и записващото устройство на полетните данни, намерени седмица по-късно, не показват сигнали за бедствие, само рутинни разговори, прекъснати внезапно.
Докладът на NTSB от август 2000 г. посочва експлозия в резервоара за гориво като причина, вероятно предизвикана от дефектно окабеляване. Свидетелства за „светлинна ивица“ са обяснени като горящо гориво след експлозията. Следи от експлозиви, открити в останките, са приписани на предишно замърсяване, а не на бомба.

### Алтернативни теории
Над 258 свидетели съобщават за светлина, издигаща се към самолета, което подхранва теории за ракета или бомба. Пиер Салингер твърди през 1996 г., че става дума за приятелски огън, а доклад на Уилям Доналдсън от 1998 г. предполага две ракети. Документален филм от 2013 г., TWA Flight 800, намеква за прикритие, но NTSB отхвърля повторно разследване през 2014 г.

## Жертви
Сред 230-те жертви са 16 ученици и 5 придружители от френския клуб на гимназията в Монтурсвил, Пенсилвания, пътуващи за Франция. Пътниците са от 13 държави, като повечето тела са идентифицирани чрез ДНК и зъбни записи.

## Последици
Катастрофата води до реформи в безопасността, включително задължителни системи за инертиране на резервоарите за гориво от FAA през 2008 г. и Закона за помощ на семействата при авиационни бедствия от 1996 г. Международният мемориал на TWA Flight 800 е открит през 2002 г. близо до мястото на инцидента. Останките, използвани за обучение до 2021 г., са унищожени, но запазени чрез 3D сканиране.